# Lola (The Kinks)
Lola è un singolo del gruppo musicale britannico The Kinks, pubblicato il 12 giugno 1970 come estratto dall'album Lola Versus Powerman and the Moneygoround, Part One.

## Descrizione
Lola venne scritta dal cantautore britannico Ray Davies. Il testo racconta la storia di un ragazzo che incontra un travestito in un night club nel quartiere londinese di Soho.
Nel 2004 il brano è stato inserito alla posizione numero 422 nella lista delle 500 migliori canzoni di sempre redatta dalla rivista Rolling Stone.

Nel libro The Kinks: The Official Biography, Davies raccontò di come l'ispirazione per il brano gli venne da un curioso episodio capitato al manager della band, Robert Wace. Wace aveva passato la serata in un night a ballare con una ballerina transessuale di colore: 
Nella sua autobiografia, Dave Davies affermò di essere stato lui a comporre la musica di quella che sarebbe diventata Lola, accusando Ray di essersi ingiustamente preso tutti i meriti compositivi della canzone. Secondo quanto dichiarato da Dave, dopo che egli ebbe mostrato al fratello gli accordi della melodia, Ray ci scrisse sopra un testo.

### Censura
Nonostante il suo forte sottinteso sessuale, il brano non venne censurato alla radio per il piccante argomento trattato, bensì per il riferimento alla Coca-Cola all'inizio del brano, che successivamente dovette essere modificato in "Cherry Cola" per la versione della canzone pubblicata su singolo.

### Pubblicazione e accoglienza
Pubblicato nel giugno 1970, il 12 in Gran Bretagna e il 28 negli Stati Uniti, il singolo raggiunse la seconda posizione in classifica in Inghilterra e la numero 9 in USA. Il successo del singolo ebbe importanti conseguenze per la carriera della band in un periodo particolarmente critico, aiutandoli a negoziare un nuovo contratto discografico con la RCA Records, a costruire il loro nuovo studio di registrazione London Studio, e ad ottenere maggiore controllo sul proprio lavoro ed indipendenza artistica.
In retrospettiva, in base agli ambigui argomenti sessuali trattati, il brano è stato ritenuto anticipatore della corrente Glam rock, resa poi popolare da Marc Bolan e David Bowie, che avrebbe infiammato il mercato discografico solo due anni più tardi.

## Formazione
- Ray Davies – voce, chitarra resofonica
- Dave Davies – chitarra elettrica, cori
- Mick Avory – batteria
- John Dalton – basso
- John Gosling – pianoforte
- Ken Jones – maracas

## Cover
Della canzone esistono numerose reinterpretazioni da parte di artisti di diversa estrazione, tra i tanti ricordiamo: Paschalis (1972), Don Fardon (1974), Nicky Thomas (1974), The Raincoats (1979), Heinz Rudolf Kunze (in tedesco), "Weird Al" Yankovic (con il titolo volutamente storpiato in Yoda), Andy Taylor (dei Duran Duran) (1990), Damon Albarn (2000), Natural Born Hippies (1999), Madness (2005), Widespread Panic (2010).